# Rehbeck
Rehbeck ist ein Dorf im niedersächsischen Landkreis Lüchow-Dannenberg. 1972 wurde Rehbeck als Ortsteil in die Kreisstadt Lüchow (Wendland) eingegliedert.
Der Ort liegt in der Jeetzelniederung; die nähere Umgebung wurde früher mitunter auch als Bröcking (oder Bröckling oder Bröking) bezeichnet.
Etwa 1,5 Kilometer nördlich des Dorfes, an der Kreisstraße 33 zwischen Rehbeck und Weitsche, befindet sich der Flugplatz Lüchow-Rehbeck.